# Madame de Brice
Madame de Brice, född okänt år, död efter 1652, var en fransk skolledare. 
Hon var en änka i Auxerre och mor till två präster då franska staten år 1644 beslutade att en flickskola och en pojkskola för indianer skulle grundas i Port-Royal. Pojkskolan sköttes av det lokala munkklostret, men något nunnekloster fanns inte som kunde sköta flickskolan, och de Brice utsågs därför till föreståndare. Hon drev projektet med framgång, och var också en omtyckt guvernant till guvernörens barn. 1650 avled guvernören och Brice sattes i arrest. När hon släpptes 1652 återvände hon troligen till Frankrike. 